# Église Notre-Dame-des-Neiges de Rachol
L’église Notre-Dame-des-Neiges est un édifice religieux catholique sis à Rachol, dans le district de Salcete (Goa), en Inde. Construite par les Jésuites comme première église du district, en 1565, elle est encore connue aujourd’hui, pour cette raison comme ‘l’église Mère’ (Igreja Matriz) du district méridional de Goa. Elle faisait initialement partie du complexe fortifié de Rachol. L’église est paroissiale.

## Histoire
En 1555 l’archevêque de Goa divise le territoire de Goa en trois zones missionnaires : Bardez, au nord, est confié aux Franciscains, la moitié de Tiswadi, au centre, aux Dominicains, et l’autre moitié (méridionale) avec Salcete, au sud, aux Jésuites. Les jésuites résident d’abord à Margao où ils ouvrent une petite résidence en 1560. La première messe célébrée à Salcete le fut à Cortalim, le 1er mai 1560. Une croix y fut érigée pour commémorer l’événement. 
Mais Dom Gaspar Jorge de Leão Pereira, premier archevêque de Goa choisit personnellement le site de Rachol pour la première église. Ce premier édifice que les Jésuites construisent dans la région - de mortier et toit de chaume -, se trouve dans l’enceinte du fort de Rachol. Le capitaine du fort reçut l’ordre de faire le nécessaire. Construite sans doute sur le site d’un ancien temple hindou elle est appelée l’église-mère de Salcete et de la partie méridionale de Goa. 

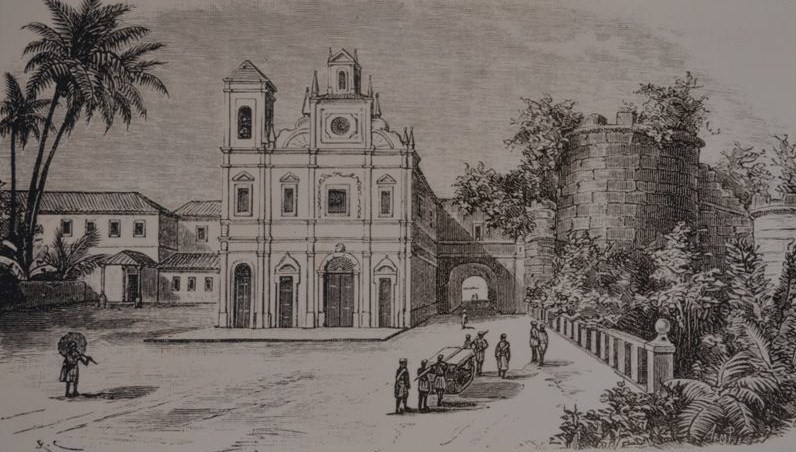
L'église Notre-Dame-des-Neiges, avec le fort de Rachol (gravure ancienne)

Près de l’autel de l'église se trouvent deux pierres tombales historiques. La première est celle du capitaine du fort de Rachol, Diogo Rodrigues, mort en 1577. La seconde pierre couvre ce qui fut la sépulture provisoire, en 1583, des ‘martyrs de Cuncolim’, ces prêtres jésuites et civils qui furent assassinés le 25 juillet 1583, en ‘haine à la foi chrétienne’. Les restes des martyrs furent transférés en 1597 au collège Saint-Paul de Goa, et finalement à la cathédrale Sainte-Catherine de Vieux-Goa en 1862, après leur béatification.